# Lhota (Kelč)
Lhota je vesnice, část města Kelč v okrese Vsetín. Nachází se asi 2,5 km na jih od Kelče. Je zde evidováno 57 adres. Trvale zde žije 173 obyvatel.
Lhota leží v katastrálním území Lhota u Kelče o rozloze 2,96 km2.

## Historie
První písemná zmínka o vesnici pochází z roku 1540.
Od 1. ledna 1976 do 31. prosince 1979 k vesnici patřila Babice.

## Pamětihodnosti
- Kaple